# Quan án xử kiện
Quan án xử kiện là một câu truyện cổ tích Việt Nam.

## Nội dung
Chuyện kể về một ông quan án thông minh đối phó với những vụ án gay go nhất. Lối xử chủ yếu dựa vào tâm lý của con người để tìm ra sự thật. Đây cũng là ước mơ công lý của nhân dân lao động trong xã hội cũ.

## Các vụ án quan đã xử
Có rất nhiều bản kể lại các vụ án khác nhau mà quan đã xử. Sau đây là một vài vụ án tiêu biểu.

### Tấm vải là của ai?
Có hai người đàn bà lên công đường cùng với một tấm vải để thưa kiện. Ai cũng khăng khăng nhận đây là tấm vải của mình và tố cáo người kia giả mạo, vu khống. Thật khó phân xử vì không có người làm chứng sự việc, và mỗi người trong họ đều đưa ra những bằng chứng rất có lý để biện minh cho mình. Cuối cùng, quan cho cắt tấm vải ra làm hai, chia mỗi người một nửa. Một bà ôm mặt khóc nức nở. Quan liền cho bắt bà còn lại vì "chỉ có người chủ thực sự của tấm vải mới xót của mà khóc." Tra khảo bà còn lại thì bà phải nhận tội.

### Con gà và ổ trứng
Một hôm, trong làng nọ, có một người đàn bà bị mất một con gà mái cùng ổ trứng. Vì xót của với lại không tìm ra thủ phạm nên bà chửi rủa huyên náo trong làng nhằm vào kẻ đã đánh cắp suốt hai ngày liền làm mọi người hết sức khó chịu. Bà ta vẫn cứ chửi mặc cho quan khuyên nên im đi. Quan ra lệnh cho tất cả mọi người trong làng, mỗi người phải tát vào má bà ta một cái thật đau để răn đe. Mọi người thương tình cảnh của bà ta nên ai cũng tát một cái nhẹ cho có lệ. Duy chỉ có một tên tát một cái rất mạnh. Quan thấy thế cho bắt lại. Tra khảo mãi thì hắn nhận là mình đã lấy cắp gà và trứng của bà ta, và vì căm ghét bà ta đã chửi rủa ba đời nhà mình nên mới làm thế.

### Hai sợi bấc
Một người đàn ông bán giấy bị cướp hết giấy và đánh chết. Để tìm ra thủ phạm, quan cho người giả dạng đi thu mua giấy số lượng lớn với giá rất cao để về làm sổ sách. Vì hám lợi, hai tên cướp mới đem số giấy cướp được đến bán và liền bị bắt. Về việc cướp giấy, hai tên đều nhận tội, riêng việc giết người bán giấy, cả hai đều chối và đổ tội cho đứa còn lại. Để xử đúng người, đúng tội, quan giải cả hai đến một ngôi chùa được tiếng linh thiêng, cho mỗi đứa ngậm một sợi bấc bằng nhau và nói: "ai là hung thủ thì sợi bấc trong miệng sẽ tự dài ra sau 99 tiếng gõ mõ." Sau thời gian ấy, đem so hai sợi bấc thì thấy sợi dài, sợi ngắn. Quan ra lệnh bắt tên mà ngậm sợi bấc ngắn vì hắn sợ lộ tội lỗi nên mới cắn cho ngắn bớt sợi bấc.